# 叙尔特岛赫努姆
叙尔特岛赫努姆（德語：Hörnum (Sylt)），简称赫努姆（德語：Hörnum，發音：[ˈhœʁnʊm] ⓘ），是德国石勒苏益格-荷尔斯泰因州北弗里斯兰县的市镇，位于叙尔特岛南端，面积5.64平方千米，2023年12月31日人口为872人。